# Monika Navickienė
Monika Navickienė, née le 25 juin 1981 à Telšiai (Lituanie), est une femme politique lituanienne membre de l'Union de la patrie - Chrétiens-démocrates lituaniens. 
De 2020 à 2024, elle est ministre de la Sécurité sociale et du Travail.

## Études
En 2003, elle obtient une licence en philosophie à l'Université de Vilnius puis un master en administration de l'Université Mykolas Romeris en 2005.

## Carrière
Le 7 décembre 2020, Monika Navickienė est nommée Ministre de la Sécurité sociale et du Travail de la Lituanie dans le Gouvernement Šimonytė.